# Atlantic Realm
Atlantic Realm – album muzyczny grupy Clannad z roku 1989, będący soundtrackiem serialu dokumentalnego BBC - The Natural World: Atlantic Realm.

## Lista utworów
1. "Atlantic Realm" – 3:49
2. "Predator" – 3:05
3. "Moving Thru" – 3:10
4. "The Berbers" – 1:17
5. "Signs of Life" – 2:04
6. "In Flight" – 3:07
7. "Ocean of Light" – 3:30
8. "Drifting" – 1:53
9. "Under Neptune's Cape" – 3:19
10. "Voyager" – 3:19
11. "Primeval Sun" – 1:09
12. "Child of the Sea" – 2:40
13. "The Kirk Pride" – 1:19

## Notowania
| Notowanie (1989) | Poz. |
| ---------------- | ---- |
| UK Albums Chart  | 41   |